# Ракерсвил (Вирџинија)
Ракерсвил (енгл. Ruckersville) насељено је место без административног статуса у америчкој савезној држави Вирџинија.

## Демографија
По попису из 2010. године број становника је 1.141.
| Група             | 2000.    | 2010.       |
| Белци             | 0 (0,0%) | 943 (82,6%) |
| Афроамериканци    | 0 (0,0%) | 79 (6,9%)   |
| Азијати           | 0 (0,0%) | 13 (1,1%)   |
| Хиспаноамериканци | 0 (0,0%) | 70 (6,1%)   |
| Укупно            | 0        | 1.141       |